# Core Design
Core Design Limited war ein britischer Computerspiel-Entwickler und zeitweiliger Publisher mit Sitz in Derby, England.
In seiner Geschichte entwickelte das Unternehmen über 50 Titel. Viele ihrer frühen Titel veröffentlichten sie selbst, andere durch große Publisher. Ihre erfolgreichste und berühmteste Entwicklung war die Tomb-Raider-Reihe, deren Teile sich bisher über 25 Millionen Mal verkaufen konnten.
Nach dem Entzug der Lizenz für die Tomb-Raider-Reihe verlor das Studio einen Großteil seiner Mitarbeiter und nach der Übernahme durch Rebellion Developments 2006 seinen Namen Core Design. Bis zu seiner Schließung im Jahr 2010 arbeitete das Studio unter dem Namen Rebellion Derby.

## Unternehmensgeschichte

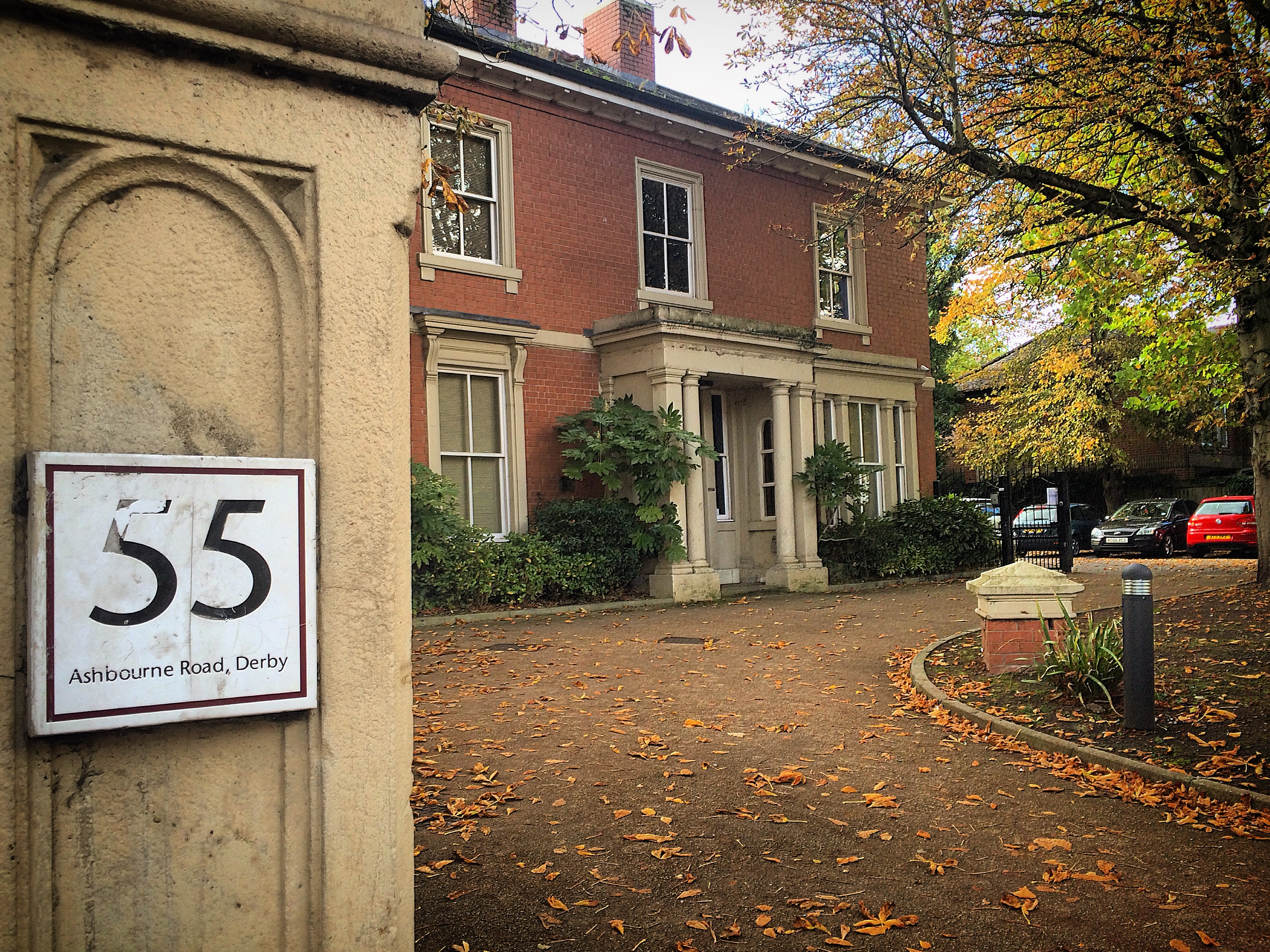
Früheres Firmengebäude von Core Design: Eine Villa in Derby

Core Design entstand aus der Entwicklungsfirma Gremlin Graphics, die ihren Sitz in Sheffield hatte. Vier Entwickler aus der Gegend von Derby überzeugten Gremlin-Chef Ian Steward, eine Zweigstelle in Derby zu eröffnen, um den täglichen Pendelverkehr nach Sheffield zu sparen. Gremlin Derby wurde eröffnet und schon bald kamen weitere Entwickler hinzu.
1988 stellte sich als schweres Jahr für viele Software-Unternehmen heraus. Der Markt wandte sich zusehends von den Spectrum und C64-Spielen den 16-Bit-Computern zu. Gremlin war gezwungen, Gremlin Derby aufgrund finanzieller Schwierigkeiten wegzurationalisieren. Die Programmierer Kev Norburn, Greg Holmes und der Software-Kaufmann Jeremy Heath-Smith (vorher bei Gremlin im Marketing tätig) wollten dagegen das Studio fortführen. Im Juli 1988 gründeten sie mit der Summe von 16.000 englischen Pfund und einem Team aus acht Leuten das Unternehmen Core Design.

### Erste Spieleentwicklungen
Core entwickelte weiterhin Spiele für die alten 8-Bit-Plattformen, doch es wurde schnell klar, dass der Fokus der Firma sich auf den neuen Amiga und Atari ST richten würde. Ihr erster Titel war das Adventure Rick Dangerous, das von Firebird vertrieben wurde. Es erklomm sofort die Spitze der englischen Charts und gewann u. a. den europäischen Game of the Year-Award.
Im Laufe weiterer firmeninterner Umstrukturierungen kaufte Jeremy Smith die Anteile von Kev Norburn und Greg Holmes auf. Kurz danach verließ Norburn Core Design.
Als der Marktanteil des Amigas immer mehr schrumpfte, begann Core sich auf die Konvertierung für den PC und Segas Mega Drive zu konzentrieren. Die Firmenpolitik des japanischen Sega-Konzerns führte dazu, dass Core an manchen ihrer Spiele einige inhaltliche Veränderungen vornehmen musste. Trotz dieser Restriktionen wuchs der Anteil der Mega-Drive-Spiele am Gesamtumsatz des Unternehmens immer mehr und Core entwickelte eine enge Beziehung zu Sega. Cores Thunderhawk war eines der wenigen guten Spiele für Segas Mega-CD.
Sie produzierten eine ganze Reihe erfolgreicher Titel, die von verschiedenen Publishern, darunter Virgin und Activision, veröffentlicht wurden. Daneben begann Core ab 1990 selbst als Publisher aufzutreten und veröffentlichte erfolgreiche Titel für verschiedene Computer wie den PC, Amiga und ST. Da die Publisher-Tätigkeit jedoch sehr aufwendig war, geriet die Spiele-Entwicklung zeitweise eher in den Hintergrund. Daher entschloss man sich schließlich, das Geschäft als Publisher wieder einzustellen.
In den Jahren 1993 und 1994 hielt sich der Name Core Design durch Titel wie Thunderhawk, Soulstar, Battlecorps und BC Racers ständig in den oberen Regionen der Software-Charts in aller Welt. Ihre Spiele erhielten eine Vielzahl von Auszeichnungen der europäischen und US-amerikanischen Fachpresse. 1994 stellte Sony die neue Spielkonsole PlayStation vor. Core erhielt durch seine hervorragende Mega-CD-Umsetzung von Thunderhawk eine Entwicklungslizenz von Sony.
Ende des Jahres 1994 wurde Core Design von der CentreGold-Gruppe aufgekauft, die aus dem Publisher U.S. Gold und dem Distributor CentreSoft bestand. CentreGold beschloss, dass Core auch weiterhin als eigenständiger Entwickler selbständig arbeiten sollte. Das Jahr 1995 zeigte, dass diese Entscheidung richtig gewesen war. Core veröffentlichte in diesem Jahr vier neue Titel, darunter Thunderhawk 2: Firestorm, ein Arcade/Action-Spiel, das sich bis heute über 200.000 mal in Europa verkaufte. Die Distribution der Spiele wurde von CentreGold übernommen, wodurch man sich nun voll auf die Spieleentwicklung konzentrieren konnte.

### Tomb Raider
Im April 1996 wurde CentreGold von Eidos Interactive für 17,6 Millionen britische Pfund aufgekauft. Genau wie CentreGold entschloss man sich bei Eidos, Core Design weiterhin die Unabhängigkeit zu überlassen. Core Design profitierte durch den Kauf, da sie nun über die finanzielle und technische Unterstützung des Branchenriesen Eidos verfügten. Geleitet wurde Core weiterhin durch Heath-Smith und seinen Bruder Adrian Smith.
Das Jahr 1996 endete mit der Veröffentlichung ihres bis dato erfolgreichsten Spieles, Tomb Raider. Das Spiel erhielt unzählige Auszeichnungen der Fachpresse und verkaufte mehrere Millionen Exemplare. Der Erfolg brachte Eidos 1998 auf dem Weltwirtschaftsforum die Auszeichnung als das am schnellsten wachsende Unternehmen. Der Titelheldin Lara Croft gelang der Sprung über die Grenzen der Spielebranche in die Popkultur, mit Titelbildern auf diversen Magazinen und Zeitschriften wie Newsweek, Rolling Stone und dem Time Magazine. In Deutschland hatte sie einen Auftritt im Musikvideo zu Männer sind Schweine der deutschen Rockband Die Ärzte.
Nach der Veröffentlichung des ersten Teils der Tomb-Raider-Reihe verließ Toby Gard, der Designer des Spiels und der Figur Lara Croft, das Unternehmen. Er eröffnete eine eigene Firma, um sich der Entwicklung des Action-Adventures Galleon zuzuwenden. Nach seinem Weggang begann das restliche Entwicklungsteam unter Level-Designer Neal Boyd und Heather Gibson mit der Arbeit an der Fortsetzung Tomb Raider II – Starring Lara Croft, die 1997 veröffentlicht wurde. Es folgten Tomb Raider III – Adventures of Lara Croft (1998), Tomb Raider IV: The Last Revelation (1999) und Tomb Raider: Die Chronik (2000).
Im Jahr 2000 konnte Core Design seinen Angestellten Boni von insgesamt 5,6 Millionen Pfund auszahlen, obwohl Mutterkonzern Eidos zuvor noch einen Verlust von 27 Millionen Pfund bekanntgeben musste. Heath-Smith erhielt einen Bonus von 4 Millionen Pfund. Die Fachpresse führte dies darauf zurück, dass Core Design mit Tomb Raider die wirtschaftlich erfolgreichste Produktserie für Eidos produzierte.

#### The Angel of Darkness
Der Titel Tomb Raider: The Angel of Darkness erwies sich als von spielerisch mangelhafter Qualität, was sich auf die Verkaufszahlen auswirkte. Einem Bericht eines ehemaligen Core-Mitarbeiters zufolge soll Eidos dem Entwicklerstudio im Sommer 2002 mitgeteilt haben, das Spiel sollte bis Ende des Jahres pünktlich zum Weihnachtsgeschäft erscheinen. Das Entwicklerteam habe aber immer schon das Weihnachtsgeschäft 2003, also ein ganzes Jahr später, geplant. Da ein so drastisch vorverlegter Erscheinungstermin für Core Design nicht möglich gewesen sei, habe Eidos mit der Drohung, die gesamte Belegschaft zu entlassen, Druck auf das Entwicklerteam ausgeübt.
Nach einigen weiteren Monaten in der Entwicklungszeit sei man zur Erkenntnis gekommen, dass das Spiel unmöglich bis Weihnachten 2002 erscheinen könne. So habe man sich mit dem Publisher auf die Erscheinung Mitte des Jahres 2003 geeinigt. Tatsache ist, dass der Titel im Juni 2003 durch die Qualitätskontrolle fiel und dem Entwicklerstudio ein weiterer Monat gegeben wurde, das Spiel noch entsprechend „hinzubiegen“. So gelang es, The Angel of Darkness im Juli 2003 in die Regale zu bringen. Trotz mehrerer Programmpatches, die nach dem Release veröffentlicht wurden, ist das Spiel mit so vielen Programmierfehlern wie kaum ein anderes belastet.
Aufgrund der massiven Kritik am Spiel trat Jeremy Heath-Smith, Entwicklungsleiter bei Core Design, im Juli 2003 von seinen Posten bei Core und Eidos zurück. Publisher Eidos, bei dem die Rechte an Tomb Raider lagen, entschied, dass die Entwicklung des nächsten Teils der Reihe nicht mehr von Core Design, sondern von Crystal Dynamics übernommen werden sollte. Das Spiel mit dem Titel Tomb Raider: Anniversary erschien am 1. Juni 2007. Eidos schrumpfte das Entwicklungsstudio von ehemals drei auf ein einzelnes Entwicklungsteam. Die Leitung übernahm Andy Norman und es verblieben 47 Mitarbeiter.

### Die Zeit nachTomb Raider
Im Februar 2004 erklärte man, im Rahmen einer Dreijahres-Strategie an vier Projekten zu arbeiten, von denen sich drei im Vor-Produktions-Stadium und eines in der Entwicklung befänden. In der darauf folgenden Zeit wurde es ruhig um das Entwicklungsstudio, bis man im Februar 2005 bekanntgab, ein Puzzlespiel für Sonys Handheldkonsole PlayStation Portable zu entwickeln.
Am 10. Mai 2005 veröffentlichte man das unter der Leitung von Clint Nembhard entwickelte Puzzlespiel Smart Bomb für die tragbare Spielkonsole PlayStation Portable. Ein weiteres Spiel für die PlayStation Portable namens Free Running, das sich um Parkour drehen sollte, wurde für Anfang 2006 angekündigt.

### Verkauf und Nachfolger
Nach Heath-Smiths Abtritt bei Core gründeten er und sein Bruder Adrian Smith ein neues Entwickler-Studio namens Circle Studio, in dem zwischenzeitlich über 35 ehemalige Angestellte von Core Design, vor allem aus dem Tomb-Raider-Entwicklerteam, arbeiten. Das Studio entwickelte mehrere DVD-Spiele, bevor es im Februar 2007 geschlossen wurde.
Im Mai 2005 wurde Core Designs Mutterkonzern Eidos Interactive von SCi Entertainment übernommen. SCi und Eidos entschieden, das Entwicklerstudio ein Jahr später an Rebellion Developments zu verkaufen. Rebellion integrierte Core Design als Rebellion Derby in sein Unternehmen, die Namensrechte an Core Design verblieben beim ehemaligen Eigner Eidos. Unter Rebellion und dem Publisher Reef Entertainment wurde der Titel Free Running doch noch im Mai 2007 veröffentlicht. 2010 wurde das Entwicklerstudio in Derby von Rebellion geschlossen.

## Ludographie

### Entwickler von
- Rick Dangerous (1989)
- Axel’s Magic Hammer (1990)
- Car-Vup (1990)
- Corporation (1990)
- Monty Python Flying Circus (1990)
- Rick Dangerous II (1990)
- Torvak the Warrior (1990)
- Chuck Rock (1991)
- Frenetic (1991)
- Heimdall (1991)
- Thunderhawk AH-73M (1991)
- Warzone (1991)
- Curse of Enchantia (1992)
- Jaguar XJ220 (1992)
- Wolfchild (1992)
- Wonder Dog (1992)
- Blastar (1993)
- Blob (1993)
- Chuck Rock II: Son of Chuck (1993)
- Banshee (1994)
- Battlecorps (1994)
- Bubba ’n’ Stix (1994)
- Dragonstone (1994)
- Soulstar (1994)
- Universe (1994)
- BC Racers (1995)
- Skeleton Crew (1995)
- The Scottish Open: Carnoustie Virtual Golf (1995)
- Thunderhawk 2 bzw. Thunderstrike 2 (1995)
- Blam! Machinehead (1996)
- Shellshock (1996)
- Virtual Golf (1996)
- Tomb Raider (1996)
- Fighting Force (1997)
- Swagman (1997)
- Tomb Raider II: The Dagger of Xian (1997)
- Ninja (1998)
- Tomb Raider III: Adventures of Lara Croft (1998)
- Fighting Force 2 (1999)
- Tomb Raider IV: The Last Revelation (1999)
- Tomb Raider: Die Chronik (2000)
- Tomb Raider: The Lost Artifact (2000)
- Tomb Raider: Fluch des Schwerts (2001)
- Project Eden (2001)
- Thunderhawk: Operation Phoenix bzw. Thunderstrike: Operation Phoenix (2001)
- Herdy Gerdy (2002)
- Tomb Raider: The Angel of Darkness (2003)
- Smart Bomb (2005)

### Publisher für
- Car-Vup (1990, Eigenentwicklung)
- Corporation (1990, Eigenentwicklung)
- Chuck Rock (1991, Eigenentwicklung)
- Heimdall (1991, Eigenentwicklung)
- Thunderhawk AH-73M (1991, Eigenentwicklung)
- Warzone (1991, Eigenentwicklung)
- Curse of Enchantia (1992, Eigenentwicklung)
- Doodlebug: Bug Bash II (1992, entwickelt von Mutation Software)
- Jaguar XJ220 (1992, Eigenentwicklung)
- Premiere (1992, entwickelt von The 8th Day)
- Wolfchild (1992, Eigenentwicklung)
- Wonder Dog (1992, Eigenentwicklung)
- Blastar (1993, Eigenentwicklung)
- Blob (1993, Eigenentwicklung)
- Chuck Rock II: Son of Chuck (1993, Eigenentwicklung)
- CyberPunks (1993, entwickelt von Mutation Software)
- Darkmere: The Nightmare's Begun (1994, entwickelt von Zero Hour)
- Banshee (1994, Eigenentwicklung)
- Battlecorps (1994, Eigenentwicklung)
- Heimdall 2: Into the Hall of Worlds (1994, entwickelt von The 8th Day)
- Soulstar (1994, Eigenentwicklung)
- Universe (1994, Eigenentwicklung)
- BC Racers (1995, Eigenentwicklung)
- The Big Red Adventure (1995, entwickelt von Dynabyte)
- The Scottish Open: Carnoustie Virtual Golf (1995, Eigenentwicklung)
- Thunderhawk 2 (1995, Eigenentwicklung)